# Benaiga la buena suerte / El huacho Jacinto
Benaiga la buena suerte / El huacho Jacinto es un sencillo del cantautor y folclorista chileno Tito Fernández, lanzado en 1973 bajo el sello discográfico DICAP. El Lado A perteneciente a su álbum Me gusta el vino del año 1975.

## Lista de canciones
Toda la música compuesta por Tito Fernández. 
| Lado A |                           |          |  |
| N.º    | Título                    | Duración |  |
| 1.     | «Benaiga la buena suerte» |          |  |

| Lado B |                     |          |  |
| N.º    | Título              | Duración |  |
| 2.     | «El huacho Jacinto» |          |  |